# Algoritmo de Cuthill-McKee
En el subcampo matemático de la teoría de matrices, el algoritmo de Cuthill-McKee es un algoritmo para reducir el ancho de banda de una matriz simétrica dispersa. El algoritmo invertido de Cuthill-McKee (RCM, por las siglas inglesas Reverse Cuthill-McKee) es el mismo algoritmo pero con los índices resultantes invertidos. En el ámbito práctico, emplear este último es generalmente una mejor solución.

## Algoritmo
Dada una matriz simétrica n×n, se visualiza como la matriz de adyacencia de un grafo. El algoritmo de Cuthill-McKee es entonces una renumeración de los vértices del grafo con el objetivo de reducir el ancho de banda de su matriz de adyacencia.
El algoritmo produce una n-tupla ordenada R de vértices, que es el nuevo orden de los vértices.
Primero, se elige un vértice periférico x y se realiza la asignación R := ({x}).
A continuación, para i = 1, 2, ... se iteran las próximas instrucciones mientras |R| < n
- Construir el conjunto de adyacencia {\displaystyle A_{i}} de {\displaystyle R_{i}} (siendo {\displaystyle R_{i}} el i-ésimo componente de R) excluyendo aquellos vértices que ya estuvieran en R.

{\displaystyle A_{i}:=\operatorname {Ady} (R_{i})\setminus R}
- Ordenar {\displaystyle A_{i}} siguiendo una ordenación ascendente de los vértices.
- Añadir {\displaystyle A_{i}} al conjunto resultado R.

En otras palabras, numerar los vértices de acuerdo a una particular búsqueda en anchura transversal, donde los vértices vecinos son visitados en orden de menor a mayor.